# Alessandro Severo
Alessandro Severo, HWV A13, er en opera af Georg Friedrich Händel komponeret i 1738. Det er en af Händels tre pasticcioværker; det består af musik og arier fra hans tidligere operaer Giustino, Berenice og Arminio. Kun ouverturen og recitativerne var ny musik.

## Opførelseshistorie
Alessandro Severo blev ikke en succes ved premieren, der dirigeredes af komponisten selv den 25. februar 1738 på Haymarket Theatre i London.

## Roller
| Rolle      | Stemmetype  | Originalbesætning, 25. februar 1738 (Dirigent: Georg Friedrich Händel) |
| ---------- | ----------- | ---------------------------------------------------------------------- |
| Sallustia  | Sopran      | Elisabeth Duparc, "La Francesina"                                      |
| Claudio    | Sopran      | Margherita Chimenti, "La Droghierina"                                  |
| Giulia     | Alt         | Antonia Merighi                                                        |
| Eurilla    | Mezzosopran | Maria Antonia Marchesini, "La Lucchesina"                              |
| Alessandro | Kastrat     | Caffarelli                                                             |
| Marziano   | Bas         | Antonio Montagnana                                                     |

## Synopsis
Operaen er baseret på historien om den romerske kejser Alexander Severus.